# Cyclingnews.com
Cyclingnews.com is een Engelstalige website die nieuws, interviews en resultaten uit het wielrennen publiceert.

## Geschiedenis
In 1995 creëerde de Australiër Bill Mitchell, professor economie aan de Universiteit van Newcastle en zelf fervent fietser, de website "Bill’s Cycling Racing Results and News" nadat hij vaststelde dat er in de Angelsaksische pers een gebrek was aan wielernieuws en -resultaten. Mitchell verkocht zijn domeinnaam in 1999 aan  Knapp Communications die het op haar beurt in 2007 voor  £ 2,2 miljoen verkocht aan de Britse uitgever Future plc. In 2014 kocht Immediate Media Company cyclingnews.com. In februari 2019 werd het merk terug verkocht aan Future.